# Vladyslav Piskunov
Vladyslav Jurijovyč Piskunov (in ucraino Владислав Юрійовин Ліскунов?; 7 giugno 1978) è un ex martellista ucraino.

## Palmarès

### Mondiali
- 1 medaglia:
  - 1 bronzo (Siviglia 1999)

### Europei
- 1 medaglia:
  - 1 argento (Monaco di Baviera 2002)

### Universiadi
- 2 medaglie:
  - 1 argento (Pechino 2001)
  - 1 bronzo (Palma di Maiorca 1999)

### Giochi mondiali militari
- 1 medaglia:
  - 1 argento (Catania 2003)

### Europei Under 23
- 1 medaglia:
  - 1 oro (Göteborg 1999)